# المنطقة المركزية (إرتريا)

المنطقة الوسطى بإريتريا

المنطقة الوسطى هي واحدة من المناطق الست لإريتريا. وهي أصغر منطقة في إريتريا، وتقع فيها مدينة أسمرة العاصمة الإرترية.
تعكس الهندسة المعمارية للمنطقة تأثير الاستعمار الإيطالي في أواخر القرن 19 وأوائل القرن 20.

## الأحياء
تشمل المنطقة المركزية الأحياء التالية:
1. بريخ
2. غلا نفي
3. الشمالية الشرقية
4. شيريجاكا
5. الجنوبية الشرقية
6. الجنوبية الغربية